# Kęstutis Navickas
Kęstutis Navickas (Kaunas, URSS, 13 de enero de 1984) es un deportista lituano que compitió en bádminton. Ganó una medalla de bronce en los Juegos Europeos de Bakú 2015, en la prueba individual.

## Palmarés internacional
| Juegos Europeos | Juegos Europeos   | Juegos Europeos   | Juegos Europeos |
| Año             | Lugar             | Medalla           | Prueba          |
| --------------- | ----------------- | ----------------- | --------------- |
| 2015            | Bakú (Azerbaiyán) | Medalla de bronce | Individual      |